# Leo Bill
Leo Bill (Warwickshire, 31 agosto 1980) è un attore britannico, figlio degli attori Stephen Bill e Sheila Kelley.

## Filmografia

### Cinema
- Gosford Park, regia di Robert Altman (2001)
- Tutto o niente (All or Nothing), regia di Mike Leigh (2002)
- 28 giorni dopo (28 Days Later), regia di Danny Boyle (2002)
- LD 50 Lethal Dose, regia di Simon De Selva (2003)
- Il segreto di Vera Drake (Vera Drake), regia di Mike Leigh (2004)
- Kinky Boots - Decisamente diversi (Kinky Boots), regia di Julian Jarrold (2005)
- These Foolish Things, regia di Julia Taylor-Stanley (2006)
- The Living and the Dead, regia di Simon Rumley (2006)
- The Fall, regia di Tarsem Singh (2006)
- Becoming Jane - Il ritratto di una donna contro (Becoming Jane), regia di Julian Jarrold (2007)
- Me and Orson Welles, regia di Richard Linklater (2009)
- Alice in Wonderland, regia di Tim Burton (2010)
- Millennium - Uomini che odiano le donne (The Girl with the Dragon Tattoo), regia di David Fincher (2011)
- Non buttiamoci giù (A Long Way Down), regia di Pascal Chaumeil (2014)
- Turner (Mr. Turner), regia di Mike Leigh (2014)
- Alice attraverso lo specchio (Alice Through the Looking Glass), regia di James Bobin (2016)
- Crudelia (Cruella), regia di Craig Gillespie (2021)

### Televisione
- L'ispettore Barnaby (Midsomer Murders) – serie TV, episodio 6x04 (2003)
- Spooks – serie TV, 1 episodio (2003)
- Eroica, regia di Simon Cellan Jones – film TV
- The Canterbury Tales – serie TV, 1 episodio (2003)
- Messiah – serie TV, 1 episodio (2004)
- Testimoni silenziosi (Silent Witness) – serie TV, 1 episodio (2005)
- Jekyll – miniserie TV, 1 puntata (2007)
- Lead Balloon – serie TV, 1 episodio (2007)
- Ragione e sentimento (Sense and Sensibility) – miniserie TV, 2 puntate (2008)
- Ashes to Ashes – serie TV, 1 episodio (2008)
- Doctor Who – serie TV, 1 episodio (2010)
- Pramface – serie TV, 1 episodio (2013)
- I Borgia (The Borgias) – serie TV, 3 episodi (2013)
- The White Queen, regia di James Kent, Jamie Payne e Colin Teague – miniserie TV, 3 puntate (2013)
- Taboo – serie TV, 8 episodi (2017)
- Becoming Elizabeth – serie TV, 8 episodi (2022)
- Funny Woman - Una reginetta in TV (Funny Woman) – serie TV, 10 episodi (2023-2024)
- Fondazione (Foundation) – serie TV (2025)

## Doppiatori italiani
Nelle versioni in italiano delle opere in cui ha recitato, Leo Bill è stato doppiato da:
- Nanni Baldini in Alice in Wonderland, Alice attraverso lo specchio
- Gianfranco Miranda in Becoming Jane - Il ritratto di una donna contro, Taboo
- Edoardo Stoppacciaro in Turner, Becoming Elizabeth
- Corrado Conforti in Ragione e sentimento
- Manfredi Aliquò in 28 giorni dopo
- Roberto Gammino in The White Queen
- Gabriele Sabatini in Funny Woman - Una reginetta in TV